# Jakob Kiilerich
Jakob Kiilerich (10 maggio 2000) è un calciatore danese, difensore dello Zulte Waregem.

## Carriera
Cresciuto nel settore giovanile dell'Horsens, ha iniziato la sua carriera calcistica con la maglia del Kolding IF, con cui ha debuttato il 7 agosto 2019 nell'incontro di DBUs Landspokalturnering vinto 3-0 contro il Dalum. Con il club biancoazzurro ha giocato complessivamente per quattro stagioni e mezzo (dal 2019 al 2021 in seconda divisione, dal 2021 al 2023 in terza divisione e poi nuovamente in seconda divisione nella prima metà della stagione 2023-2024) collezionando 124 presenze condite da 7 reti.
Il 27 marzo 2024 è stato ceduto in prestito al Mjällby, club della prima divisione svedese, ed il 30 seguente è stato acquistato a titolo definitivo dal club svedese.
Il 3 agosto 2025 viene ceduto a titolo definitivo allo Zulte Waregem, club della prima divisione belga.

## Statistiche

### Presenze e reti nei club
Statistiche aggiornate al 23 aprile 2025.
| Stagione        | Squadra         | Campionato      | Campionato | Campionato | Coppe nazionali | Coppe nazionali | Coppe nazionali | Coppe continentali | Coppe continentali | Coppe continentali | Altre coppe | Altre coppe | Altre coppe | Totale | Totale | Totale |
| Stagione        | Squadra         | Comp            | Pres       | Reti       | Comp            | Pres            | Reti            | Comp               | Pres               | Reti               | Comp        | Pres        | Reti        | Pres   | Reti   |        |
| --------------- | --------------- | --------------- | ---------- | ---------- | --------------- | --------------- | --------------- | ------------------ | ------------------ | ------------------ | ----------- | ----------- | ----------- | ------ | ------ | ------ |
| 2019-2020       | Kolding IF      | 1D              | 14         | 0          | CD              | 2               | 0               | -                  | -                  | -                  | -           | -           | -           | 16     | 0      |        |
| 2020-2021       | Kolding IF      | 1D              | 25         | 0          | CD              | 2               | 0               | -                  | -                  | -                  | -           | -           | -           | 27     | 0      |        |
| 2021-2022       | Kolding IF      | 2D              | 32         | 2          | CD              | 6               | 0               | -                  | -                  | -                  | -           | -           | -           | 38     | 2      |        |
| 2022-2023       | Kolding IF      | 2D              | 29         | 4          | CD              | 2               | 0               | -                  | -                  | -                  | -           | -           | -           | 31     | 4      |        |
| 2023-mar.2024   | Kolding IF      | 1D              | 12         | 1          | CD              | 0               | 0               | -                  | -                  | -                  | -           | -           | -           | 12     | 1      |        |
| Totale carriera | Totale carriera | Totale carriera | 112        | 7          |                 | 12              | 0               |                    | -                  | -                  |             | -           | -           | 124    | 7      |        |
| 2024            | Mjällby         | A               | 20         | 2          | CS+CS           | 1+1             | 0               | -                  | -                  | -                  | -           | -           | -           | 22     | 0      |        |
| gen.-ago.2025   | Mjällby         | A               | 13         | 0          | CS+CS           | 3+0             | 1+0             | -                  | -                  | -                  | -           | -           | -           | 16     | 1      |        |
| Totale carriera | Totale carriera | Totale carriera | 145        | 7          |                 | 17              | 1               |                    | -                  | -                  |             | -           | -           | 162    | 8      |        |

## Palmarès

### Club

#### Competizioni nazionali
- 2. Division: 1

Kolding: 2022-2023